# Jordi Garcia i Rosselló
Jordi Garcia i Rosselló (Reus, 16 de febrer de 1973) és un exjugador i actual entrenador d'hoquei patins, conegut pel seu llarg i exitós pas pel Reus Deportiu com a jugador i posteriorment com a entrenador. A més de la seva tasca a la banqueta del Reus Deportiu, Garcia ha dirigit diversos clubs, incloent-hi el Club Patí Vilafranca i el Club d'Esports Vendrell.

## Carrera com a jugador
Jordi Garcia va desenvolupar tota la seva carrera com a jugador al Reus Deportiu, on va passar 32 temporades i es va consolidar com un dels jugadors més destacats de l'equip. Va exercir també el rol de capità, liderant l'equip en diverses competicions.
Al llarg de la seva carrera com a jugador, va aconseguir diversos títols, incloent-hi la Copa CERS (2003 i 2004), la Copa del Rei (2006), la Supercopa espanyola d'hoquei sobre patins masculina (2006), el Mundial de clubs (2008), la Copa d'Europa (2009) i la Copa Intercontinental (2010). Les dues darreres temporades de la seva carrera com a jugador van ser a CE Vendrell (2010/2011) i CP Vilafranca (2011/2012), on també va desenvolupar tasques d'entrenador-jugador.

## Carrera com a entrenador
Un cop va penjar els patins, Jordi Garcia va començar la seva carrera com a entrenador. Després d'entrenar el Club d'Esports Vendrell durant una temporada, va agafar les regnes del Club Patí Vilafranca, on va aconseguir una destacada actuació, incloent-hi portar l'equip a la final de la Copa CERS durant la temporada 2015-2016.
A partir de la temporada 2017-2018, Garcia va fitxar pel Reus Deportiu com a entrenador, on ha continuat la seva trajectòria d'èxit, guanyant la Supercopa d'Espanya de la temporada 2019/2020 i la Copa del Rei de la temporada 2025.

## Estadístiques com a jugador i entrenador
Jordi Garcia ha tingut una destacada carrera tant en competicions internacionals com nacionals. A continuació es detallen les seves estadístiques en diverses competicions:
Competicions internacionals:
- Copa Intercontinental de Clubs: 2 participacions, amb 1 victòria i 1 derrota (10-10 en gols).
- Lliga de Campions WSE: 52 participacions, amb 26 victòries, 6 empats i 20 derrotes (185-156 en gols).
- Copa Continental WSE: 2 participacions, amb 1 victòria i 1 derrota (6-8 en gols).

Competicions nacionals (Espanya):
- OK Lliga: 222 partits, amb 127 victòries, 39 empats i 56 derrotes (875-647 en gols).
- Copa del Rei: 9 participacions, amb 5 victòries i 4 derrotes (26-25 en gols).
- Supercopa d'Espanya: 10 participacions, amb 4 victòries, 1 empat i 5 derrotes (28-32 en gols).
- Lliga Catalana: 3 participacions, amb 2 victòries i 1 derrota (7-6 en gols).

En total, ha jugat 300 partits amb 166 victòries, 46 empats i 88 derrotes, amb un balanç de gols de 1137-884.

## Palmarès

### Com a jugador
- Copa CERS (2003, 2004)
- Copa del Rei (2006)
- Supercopa espanyola d'hoquei sobre patins masculina (2006)
- Mundial de clubs (2008)
- Copa d'Europa (2009)
- Supercopa d'Europa (2009)
- Copa Intercontinental (2010)

### Com a entrenador
- Supercopa d'Espanya (2019/2020)
- Copa del Rei (2025)